# Елцтал (Оденвалд)
Елцтал (њем. Elztal) општина је у њемачкој савезној држави Баден-Виртемберг. Једно је од 27 општинских средишта округа Некар-Оденвалд. Према процјени из 2010. у општини је живјело 6.029 становника. Посједује регионалну шифру (AGS) 8225117, NUTS (DE127) и LOCODE (DE ELL) код.

## Географски и демографски подаци
Елцтал се налази у савезној држави Баден-Виртемберг у округу Некар-Оденвалд. Општина се налази на надморској висини од 198 метара. Површина општине износи 46,6 km². У самом мјесту је, према процјени из 2010. године, живјело 6.029 становника. Просјечна густина становништва износи 129 становника/km².

## Међународна сарадња
| Мјесто            | Држава  | Врста сарадње | Од    |
| ----------------- | ------- | ------------- | ----- |
| Кампоњала Емилија | Италија | пријатељство  | 1995. |
| Извор             |         |               |       |